# Tupaia glis
Tupaia glis là một loài động vật có vú trong họ Tupaiidae, bộ Scandentia. Loài này được Diard mô tả năm 1820.

## Hình ảnh

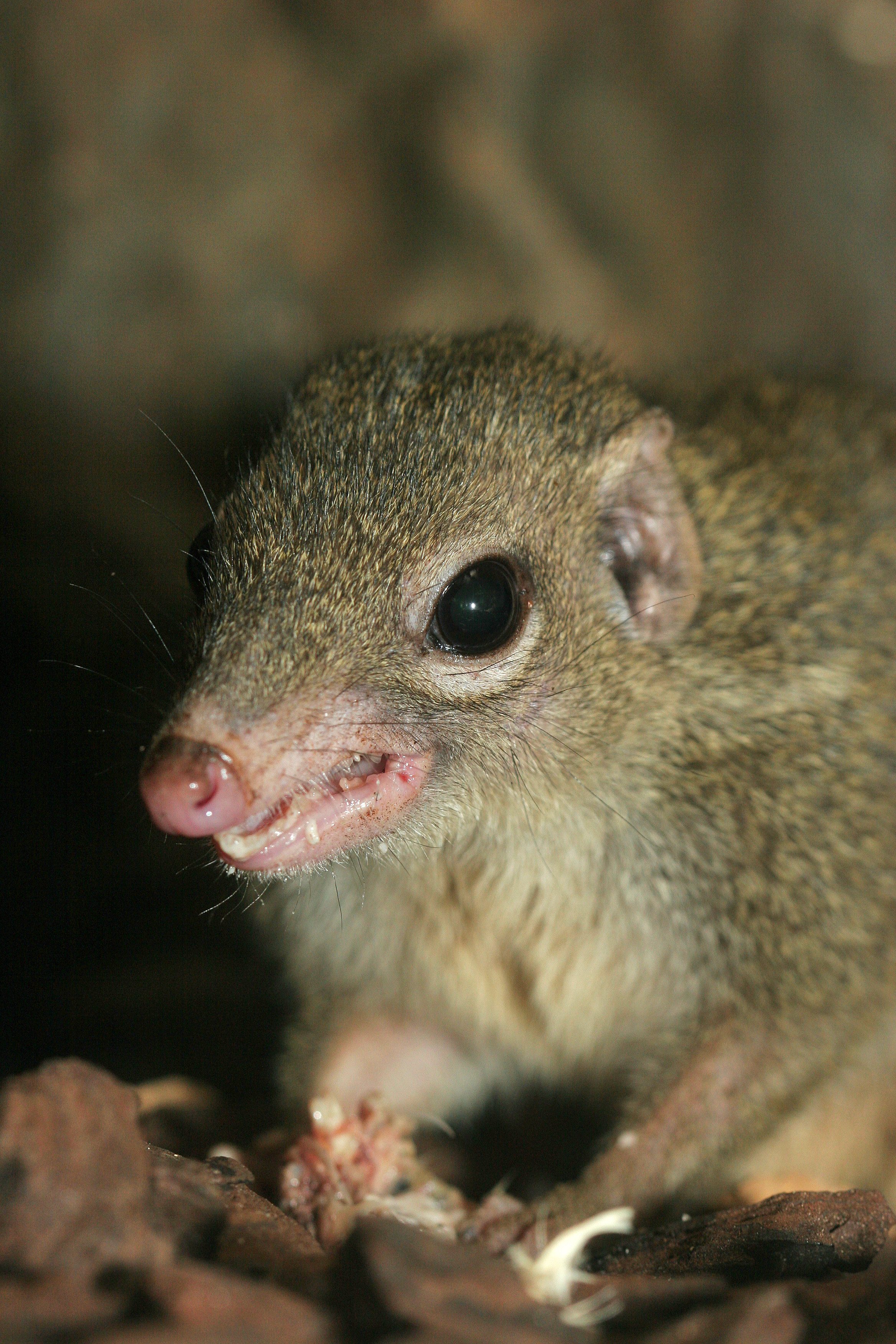
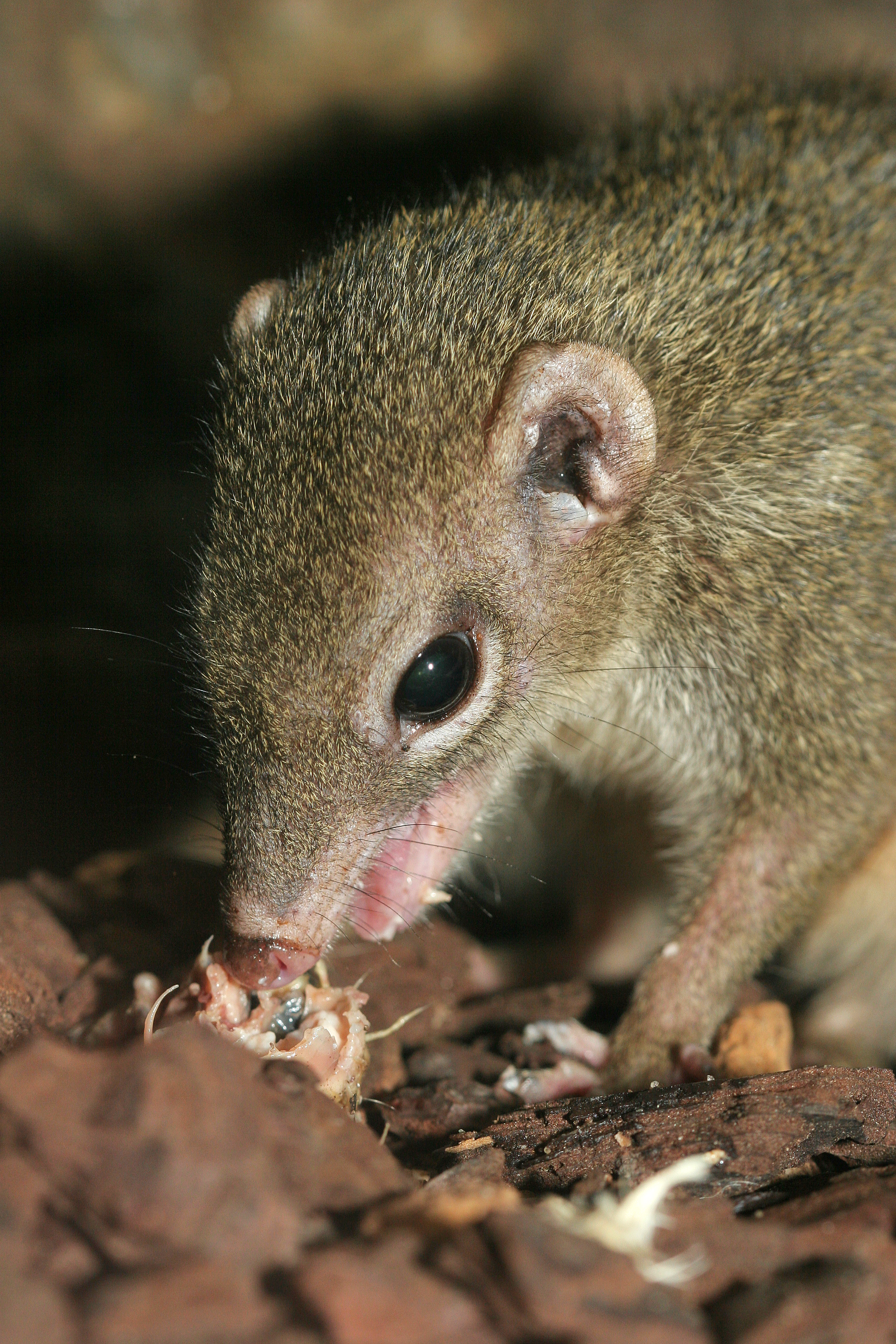